# 別洛耶湖 (波爾霍夫區)
57°21′49″N 29°17′20″E / 57.36361°N 29.28889°E
別洛耶湖（俄语：Белое），是俄羅斯的湖泊，位於該國西北部，由普斯科夫州負責管轄，處於波爾霍夫區，面積1.1平方公里，海拔高度181.3米，集水區面積7.4平方公里，平均水深5米，最大水深9.5米。